# Tallahassee Tennis Challenger 2025
Il Tallahassee Tennis Challenger 2025 è stato un torneo maschile di tennis professionistico. È stata la 25ª edizione del torneo, facente parte della categoria Challenger 75 nell'ambito dell'ATP Challenger Tour 2025, con un montepremi di 100 000 $. Si è giocato dal 14 al 20 aprile 2025 sui campi in terra verde del Forestmeadows Tennis Complex di Tallahassee, negli Stati Uniti.

## Partecipanti

### Teste di serie
| Nazionalità | Giocatore              | Ranking* | Testa di serie |
| ----------- | ---------------------- | -------- | -------------- |
| Stati Uniti | Eliot Spizzirri        | 127      | 1              |
| Cile        | Tomás Barrios Vera     | 128      | 2              |
| Stati Uniti | Mitchell Krueger       | 137      | 3              |
| Argentina   | Federico Agustín Gómez | 140      | 4              |
| Kazakistan  | Dmitrij Popko          | 159      | 5              |
| Stati Uniti | Emilio Nava            | 169      | 6              |
| Stati Uniti | Jenson Brooksby        | 172      | 7              |
| Canada      | Liam Draxl             | 176      | 8              |

* Ranking al 7 aprile 2025.

### Altri partecipanti
I seguenti giocatori hanno ricevuto una wild card per il tabellone principale:
- Jenson Brooksby
- Mitchell Krueger
- Patrick Maloney

I seguenti giocatori sono passati dalle qualificazioni:
- Iñaki Montes de la Torre
- Juan Carlos Prado Ángelo
- João Lucas Reis da Silva
- Daniel Dutra da Silva
- Christian Sigsgaard
- Karl Poling

## Punti e montepremi
| Torneo    | Torneo              | V     | F     | SF    | QF    | 2T    | 1T  | Q | Q2  | Q1  |
| Singolare | Punti               | 75    | 44    | 22    | 12    | 6     | 0   | 4 | 2   | 0   |
| Singolare | Premi in denaro ($) | 9 880 | 5 820 | 3 450 | 2 000 | 1 165 | 720 | – | 360 | 185 |
| Doppio    | Punti               | 75    | 44    | 22    | 12    | –     | 0   | – | –   | –   |
| Doppio    | Premi in denaro ($) | 4 250 | 2 450 | 1 480 | 880   | –     | 500 | – | –   | –   |

## Campioni

### Singolare
Chris Rodesch ha sconfitto in finale  Emilio Nava con il punteggio di 4–6, 6–3, 6–4.

### Doppio
Liam Draxl /  Cleeve Harper hanno sconfitto in finale  James Cerretani /  George Goldhoff con il punteggio di 6–2, 6–3.